# Рафальский, Максим
Макси́м Рафа́льский (латыш. Maksims Rafaļskis; 14 мая 1984, Рига) — латвийский футболист, полузащитник.

## Карьера

### Клубная
Профессиональная карьера футболиста началась в 2005 году, когда он выступал за «Ригу». Летом 2008 года футболист расторг контракт с клубом из-за невыполнения им финансовых обязательств; вскоре после этого подписал контракт с «Металлургом».

### В сборной
12 августа 2009 года дебютировал в сборной Латвии, в товарищеском матче со сборной Болгарии.

## Достижения
- Чемпион Латвии (2): 2009, 2012.
- Серебряный призёр чемпионата Латвии: 2008
- Бронзовый призёр чемпионата Латвии (2): 2007, 2010.